# Reggie Strickland
Reggie Strickland (ur. 9 września 1968 w Cincinnati) – amerykański bokser wagi superśredniej znany również pod pseudonimami Reggie Buse i Reggie Raglin. W swojej 18-letniej karierze stoczył 363 zawodowe walki i ma na koncie największą liczbę udokumentowanych porażek w historii zawodowego boksu.
Strickland rozpoczął zawodową karierę w 1987 roku. Do 2005 roku, gdy walczył po raz ostatni, stoczył aż 363 walki na zawodowym ringu, co czyni go jednym z najbardziej aktywnych bokserów w historii. Był znany z tego, że w ciągu jednego miesiąca występował w kilku walkach (dziewięciokrotnie w październiku 1993 i ponownie w kwietniu 1994), czasami w trzech w ciągu czterech dni. Nigdy nie udało mu się wygrać więcej niż czterech walk z rzędu. W sumie zanotował 276 porażek (w tym w latach 1989–1990 aż dwadzieścia jeden z rzędu), co czyni go absolutnym rekordzistą pod względem przegranych pojedynków w zawodowym boksie.
Często był wystawiany do walk będących sprawdzianem dla młodych, obiecujących bokserów. Wśród nich byli przyszli mistrzowie świata oraz prospekci Randall Bailey, Cory Spinks, Raul Marquez oraz Keith Holmes, Purcell Miller.